# Rina Chinen
Rina Chinen (知念 里奈, Chinen Rina, née le 9 février 1981 à Okinawa, Japon) est une actrice et chanteuse japonaise.

## Biographie
Chanteuse de J-pop et idole, Rina Chinen débute en 1996, après avoir fréquenté l'Okinawa Actors School. Après avoir sorti plusieurs disques, elle cesse sa carrière de popstar.
Dès 2001, elle se consacre à la comédie, s'illustrant dans des dramas et sur la scène musicale.

## Vie privée
En 2005, Rina Chinen épouse le mannequin Kentarō Kakamura. Ils ont un fils en 2006 et divorcent en 2007.
Elle se remarie en 2016 avec l'acteur Yoshio Inoue. Le couple a été partenaire sur les comédies musicales Miss Saigon et Rudolf.

## Discographie

### Singles
- DO-DO FOR ME (21 Oct 1996)
- precious delicious (31 mars 1997)
- PINCH -Love Me Deeper- (18 septembre 1997)
- Break out Emotion (28 janvier 1998)
- Wing (15 avril 1998)
- Be yourself (15 juillet 1998)
- YES (13 January 1999)
- GOD BLESS THE WORLD (31 mars 1999)
- Be proud (23 juin 1999)
- IN YOUR EYES (29 septembre 1999)
- Baby Love (9 février 2000)
- Love, make together (20 septembre 2000)
- CLUB ZIPANGU (15 novembre 2000) (reprise de "She Bangs" de Ricky Martins)
- Just Believe (6 décembre 2000)
- Love you close (7 mars 2001)

### Albums
- Growing (10 juin 1998)
- breath (4 Juil2001)

### Compilation
- Passage -Best Collection- (23 mars 2000)

### Video-DVD
- Plain VIDEO CLIPS (29 juillet 1998)
- Rina Chinen Growing Tour 1999 (14 juillet 1999)
- Rina Clips 98-00 (29 mars 2000)

## Drama
- Kochira Hon Ikegami Sho 5 (TBS, 2005)
- Kochira Hon Ikegami Sho 4 (TBS, 2004)
- Kochira Hon Ikegami Sho 3 (TBS, 2004)
- Kochira Hon Ikegami Sho 2 (TBS, 2003)
- Kochira Hon Ikegami Sho (TBS, 2002)
- Yume no California (TBS, 2002)
- Five (NTV, 1997)
- Kamen Rider Saber (2020-2021)
- Kamen Rider Majade with Girls Remix (2025)

## Scénographie partielle
- 2003 : Jekyll et Hyde : Emma Carew
- 2004 : Un violon sur le toit : Hodel
- 2004 / 2008 - 2009 / 2012 : Miss Saigon : Kim
- 2005 : Les Misérables : Cosette
- 2007 / 2009 : Les Misérables : Éponine
- 2008 : Rudolf : Princesse héritière Stéphanie
- 2009 / 2011 : Le Bal des Vampires : Sarah
- 2011 / 2013 / 2015 / 2019 : Les Misérables : Fantine
- 2014 : Itadakimasu! : Natsumi
- 2014 : Ludwig B. : Eléonore Breuning
- 2016 : Miss Saigon : Ellen
- 2022 / 2026 : Mary Poppins : Winifred Banks
- 2024 : Ludwig B. : Comtesse Julietta
- 2025 : Kane and Abel : Zaphia
- 2025 : A Man : Kaori Kido

## Liens
- (ja) Site officiel Sony
- (ja) Site officiel VISION FACTORY
- (ja) Blog officiel
- (en) Fiche sur jdorama